# Arkys nimdol
Arkys nimdol är en spindelart som beskrevs av Pater Chrysanthus 1971. Arkys nimdol ingår i släktet Arkys och familjen hjulspindlar. Inga underarter finns listade i Catalogue of Life.